# Батлер (Њу Џерзи)
Батлер (енгл. Butler) град је у америчкој савезној држави Њу Џерзи.

## Демографија
По попису из 2010. године број становника је 7.539, што је 119 (1,6%) становника више него 2000. године.
| Група             | 2000.         | 2010.         |
| Белци             | 6.792 (91,5%) | 6.266 (83,1%) |
| Афроамериканци    | 46 (0,6%)     | 84 (1,1%)     |
| Азијати           | 137 (1,8%)    | 228 (3,0%)    |
| Хиспаноамериканци | 379 (5,1%)    | 860 (11,4%)   |
| Укупно            | 7.420         | 7.539         |